# 손석기
손석기(孫錫琪, 1952년 4월 18일 ~  )은 대한민국의 아나운서이다.
중앙대학교를 졸업하고 1976년 동아방송의 아나운서로 입사했다.
1980년의 언론통폐합으로 동아방송이 KBS로 넘어가자 KBS 소속으로 변경됐으며, KBS 재직 시절에는 1983년에 방송한 "이산가족을 찾습니다"의 보조 진행을 맡았다.
KBS를 퇴사한 후 1991년 SBS의 개국 멤버로 이적하여 2010년에 정년퇴임할 때까지 SBS에서 활동했으며, 친정 동아방송의 주파수를 이관받아 개국한 SBS 라디오의 개국 알림 방송을 진행했다. SBS에서는 스포츠 중계도 맡았으며, 1998년 FIFA 월드컵 당시 SBS가 중계한 대한민국 축구 국가대표팀의 경기는 모두 손석기가 메인 캐스터였다.
SBS에서 퇴임한 후에는 SBS 사우회의 회장을 맡았다.

## 학력
- 중앙대학교 연극영화과

## 경력
- 1976년 : 동아방송 아나운서
- 1980년 : KBS 아나운서
- 1991년 : SBS 아나운서
- 편성국 아나운서부 차장
- 1995년 : 편성국 아나운서부 부장
- 1998년 : 미디어사업본부 아나운서팀 팀장
- 2000년 : 편성본부 아나운서팀 부국장
- 2014년 : 방송통신심의위원회 방송언어특별위원회 위원장
- 2018년 2월 ~ : SBS 사우회 회장

## TV MC 진행
- KBS
- 이산가족을 찾습니다
- 일요바둑
- SBS
- 축구, 복싱 중계
- 스포츠 스포츠
- TV를 말한다
- 생방송 모닝와이드
- 열린 TV 시청자 세상